# Sebastián Beccacece
Sebastián Andrés Beccacece (ur. 17 grudnia 1980 w Rosario) – argentyński trener piłkarski pochodzenia włoskiego, od 2024 roku prowadzi reprezentację Ekwadoru.